# Reith (Gemeinde Raabs)
Reith ist eine Ortschaft und als Ober- und Unterreith eine Katastralgemeinde in der Stadtgemeinde Raabs an der Thaya im Bezirk Waidhofen an der Thaya in Niederösterreich mit 35 Einwohnern (Stand 1. Jänner 2024).

## Etymologie
Der Name Reith zeigt die Rodungstätigkeit bei der Gründung des Dorfes an. Das Ausgraben von Wurzelstöcken wird heute noch mit reitten bezeichnet.

## Geografie
Das nordöstlich des Kollmitzbergs (600 m ü. A.) liegende Dorf  wird vom Reither Bach entwässert, einem linken Zubringer zur Thaya, und ist über die durch den Ort führende Thayatal Straße erreichbar. Am 1. April 2020 umfasste die Ortschaft 31 Adressen.

## Geschichte
Früher unterteilte man Reith in Oberreith und Unterreith; als Grenze sah man den Bereich um die Kapelle an. Der Ort bestand aus Ganz-, Halb- und Viertellehnern sowie aus Kleinhäuslern, schrieb Schweickhardt, die aber nur mittelmäßig bestiftet waren und einige daher auch Leinenweberei betrieben. Neben der Dreifelderwirtschaft stellte die Viehzucht einen weiteren Haupterwerbszweig dar.
Im Jahr 1822 wurde der Ort als Dorf mit 25 Häusern genannt, das nach Eibenstein eingepfarrt war, wohin auch die Kinder eingeschult wurden. Die Herrschaft Primersdorf besaß die Ortsobrigkeit, besorgte die Konskription und hatte die Grundherrschaft inne. Die Landgerichtsbarkeit wurde von der Herrschaft Drosendorf ausgeübt. Der Ort bildete von 1850 bis Ende 1970 zusammen mit Eibenstein und Unterpfaffendorf die Gemeinde Eibenstein, die im Rahmen der Niederösterreichischen Kommunalstrukturverbesserung per 1. Jänner 1971 der Stadtgemeinde Raabs an der Thaya beitrat.

## Ortskapelle
Die um 1825 errichtete Ortskapelle () wurde mit einem hohen Turm versehen und mit der Glocke der ehemaligen Wallfahrtskirche zu Maria Schnee bei Elsarn ausgestattet, berichtete Schweickhardt.